# Муијач (Белуно)
Муијач (итал. Muiach) је насеље у Италији у округу Белуно, региону Венето.
Према процени из 2011. у насељу је живело 141 становника. Насеље се налази на надморској висини од 421 м.